# Melissa Harris-Perry
Melissa Victoria Harris-Perry (nascida em 2 de outubro de 1973), também conhecida como Melissa Victoria Harris-Lacewell, é uma escritora, professora, apresentadora de televisão e comentarista política americana, com foco na política afro-americana. Harris-Perry apresentou o programa de notícias e opinião de fim de semana Melissa Harris-Perry na MSNBC de 2012 a 27 de fevereiro de 2016.

## Biografia
Harris-Perry nasceu de mãe branca e pai negro. Ela nasceu em Seattle e cresceu no Condado de Chesterfield, Virgínia, um dos condados adjacentes à cidade independente de Richmond, Virgínia, onde estudou na Thomas Dale High School. Seu pai foi o primeiro reitor de assuntos afro-americanos da Universidade da Virgínia. A mãe de Harris-Perry, Diana Gray, lecionava em uma faculdade comunitária e estava fazendo seu doutorado quando se conheceram. Ela trabalhou para organizações sem fins lucrativos que forneciam serviços como creches, cuidados de saúde para pessoas em comunidades rurais e acesso a cuidados reprodutivos para mulheres pobres.
Harris-Perry se formou na Wake Forest University com bacharelado em inglês e doutorado em ciências políticas pela Duke University. Ela recebeu um doutorado honorário da Meadville Lombard Theological School, e está cursando um Master of Divinity em Teologia no Union Theological Seminary da Columbia University.

## Carreira
Harris-Perry ingressou no corpo docente de ciências políticas da Universidade de Chicago em 1999 e lecionou lá por sete anos, até 2006, quando aceitou um cargo permanente na Universidade de Princeton como professora associada de ciência política e estudos afro-americanos. Harris-Perry deixou Princeton em 2011, depois de ter sido negada uma cátedra para a Universidade de Tulane, onde foi diretora fundadora do Projeto Anna Julia Cooper, um centro para o estudo de raça, gênero e política no sul.
Em 1º de julho de 2014, Harris-Perry voltou a Wake Forest como professora de política e assuntos internacionais na cadeira Maya Angelou. O Projeto Anna Julia Cooper agora fica em Wake Forest.
Ela é colunista regular da revista The Nation, co-apresentadora do podcast System Check da revista com Dorian Warren e autora de dois livros (um publicado sob o nome de Melissa Victoria Harris-Lacewell).

### Séries de televisão da MSNBC
Em 18 de fevereiro de 2012, Harris-Perry começou a apresentar um programa matinal de fim de semana da MSNBC intitulado Melissa Harris-Perry.
No início de 2013, Harris-Perry foi criticada por alguns comentaristas políticos por declarações que fez em seu programa relacionadas à parentalidade coletiva. Em 31 de dezembro de 2013, ela se desculpou por um segmento de "fotos do ano" em 28 de dezembro de 2013, que incluía piadas sobre uma foto de família com a família do ex-candidato presidencial republicano Mitt Romney, incluindo seu neto adotivo negro.

#### Afastamento da série
Em 26 de fevereiro de 2016, Harris-Perry enviou um e-mail aos colegas de trabalho informando que não apresentaria seu programa na MSNBC no próximo fim de semana, afirmando: "Nosso programa foi gravado - sem comentários, discussões ou avisos - no meio de uma época eleitoral [. . . ] Não serei usado como uma ferramenta para fins [da administração] [. . . ] Eu não sou um símbolo, mamãe, ou cabecinha marrom". Seu programa estava programado para ir ao ar normalmente no sábado, mas Harris-Perry optou por não voltar, dizendo: "Só estou disposto a voltar quando esse retorno acontecer sob certos termos." Ela disse que só voltaria quando pudesse fazer "um trabalho substantivo, significativo e autônomo". A NBC respondeu que "muitos de nossos programas diurnos foram temporariamente suspensos por quebrar a cobertura política, incluindo MHP" A disputa pública levou a discussões entre a rede e seus representantes sobre o término de seu relacionamento com a MSNBC. Em 28 de fevereiro de 2016, a rede confirmou que Harris-Perry estava deixando a rede.

### Editora geral da ELLE.com
Em 18 de abril de 2016, foi anunciado que Harris-Perry ingressou na Elle.com como editor geral. No papel, afirma-se que Harris-Perry se concentra nas áreas de raça, gênero, política e moda, "contando as histórias muitas vezes esquecidas de mulheres e meninas negras".

### The Takeaway
Em 23 de julho de 2021, Harris-Perry foi nomeada apresentadora interina do The Takeaway após a saída da apresentadora anterior do programa, Tanzina Vega. Posteriormente, ela foi anunciada como apresentadora permanente e editora-chefe em 18 de outubro de 2021.

## Vida pessoal
Em 2008 ela foi submetida a uma histerectomia devido a miomas uterinos.
Em 2010 ela se casou com o advogado James Perry. Ele é o CEO da Winston-Salem Urban League. Em 14 de fevereiro de 2014, sua filha nasceu por meio de uma barriga de aluguel. Ela é a segunda filha de Harris-Perry.
Em abril de 2015, o Winston-Salem Journal informou que o IRS havia colocado uma garantia fiscal sobre a propriedade de Harris-Perry e seu marido por cerca de $ 70.000 em impostos atrasados. Harris-Perry disse que ela e o marido pagaram US$ 21.721 em 15 de abril de 2015 e têm um plano de pagamento com o IRS.